# Batalha Naval dos Abrolhos
A Batalha Naval dos Abrolhos, também referida como Batalha Naval de Pernambuco, foi um confronto travado na costa de Pernambuco em 12 de setembro de 1631, quando uma esquadra luso-espanhola, com 19 navios de guerra que comboiavam mais 35 embarcações sob o comando de António Oquendo, enfrentou uma esquadra holandesa, com 18 embarcações de guerra e sob o comando de Adrien Hanspater.
Após cerca de sete horas de confronto, os holandeses perderam três navios e o restante das embarcações dispersaram-se. Os holandeses recuaram e saíram da cidade de Olinda para unir forças na cidade de Recife, por temerem um ataque duplo (terrestre e naval). Quanto à esquadra de António Oquendo, esta cumpriu a sua missão de desembarcar reforços para o arraial do Bom Jesus e a capitania de Pernambuco.